# Stazione di Follonica
Stazione di Follonica vasútállomás Olaszországban, Follonica településen.

## Vasútvonalak
Az állomást az alábbi vasútvonalak érintik:
- Pisa–Róma-vasútvonal

## Kapcsolódó állomások
A vasútállomáshoz az alábbi állomások vannak a legközelebb:
- Stazione di Scarlino
- Stazione di Vignale Riotorto